# Zračnopristajalna divizija
Zračnopristajalna divizija (angl. Air Landing Division; nemško Luftlande Division, kratica LL) je lahka divizija, ki uporablja zračni transport (taktična transportna letala) za prihod na bojišče.

## Delovanje
Ko padalska divizija zasede sovražnikovo letališče, tam pristane zračnopristajalna divizija, katere glavni namen je okrepiti padalske enote do prihoda glavnine lastnih sil.

## Organizacija
Zračnopristajalna divizija je organizirana kot vsaka druga lahka pehotna divizija, le da je vsaka težka oborožitev (artilerija) prilagojena za zračni transport.

## Seznam
- 22. zračnopristajalna pehotna divizija (Wehrmacht)
- 91. zračnopristajalna pehotna divizija (Wehrmacht)